# Cheshire West and Chester
Cheshire West and Chester is een unitary authority en een district; het ontstond in april 2009 na de samenvoeging van de districten Ellesmere Port and Neston, Vale Royal en City of Chester. Het bestuurlijke gebied telt 341.000 inwoners (2018) op 917 km².

## Civil parishesin district Cheshire West and Chester
Acton Bridge, Agden, Aldersey, Aldford, Allostock, Alvanley, Anderton with Marbury, Antrobus, Ashton Hayes, Aston, Bache, Backford, Barnton, Barrow, Barton, Beeston, Bickley, Bostock, Bradley, Bridge Trafford, Broxton, Bruen Stapleford, Buerton, Burton, Burwardsley, Byley, Caldecott, Capenhurst, Carden, Caughall, Chester Castle, Chidlow, Chorlton, Chorlton-by-Backford, Chowley, Christleton, Church Shocklach, Churton Heath, Churton by Aldford, Churton by Farndon, Claverton, Clotton Hoofield, Clutton, Coddington, Caldecott, Capenhurst, Carden, Caughall, Chester Castle, Chidlow, Chorlton, Chorlton-by-Backford, Chowley, Christleton, Church Shocklach, Churton Heath, Churton by Aldford, Churton by Farndon, Claverton, Clotton Hoofield, Clutton, Coddington, Comberbach, Cotton Abbotts, Cotton Edmunds, Crewe-by-Farndon, Croughton, Crowton, Cuddington (Malpas Ward), Cuddington (Weaver and Cuddington Ward), Darnhall, Davenham, Delamere, Dodleston, Duckington, Duddon, Dunham-on-the-Hill, Dutton, Eaton, Eccleston, Edge, Edgerley, Elton, Farndon, Foulk Stapleford, Frodsham, Golborne Bellow, Golborne David, Grafton, Great Boughton, Great Budworth, Guilden Sutton, Hampton, Handley, Hapsford, Hartford, Harthill, Hatton, Helsby, Hockenhull, Hoole Village, Horton by Malpas, Horton cum Peel, Huntington, Huxley, Iddinshall, Ince, Kelsall, Kings Marsh, Kingsley, Kingsmead, Lach Dennis, Larkton, Lea Newbold, Lea-by-Backford, Ledsham, Little Budworth, Little Leigh, Little Stanney, Littleton, Lostock Gralam, Lower Kinnerton, Macefen, Malpas, Manley, Marlston-cum-Lache, Marston, Trafford, Mollington, Moston, Mouldsworth, Moulton, Neston, Nether Peover, Newton by Malpas, Newton-by-Tattenhall, Norley, Northwich, Oakmere, Oldcastle, Overton, Picton, Poulton, Prior’s Heys, Puddington, Pulford, Rowton, Rudheath, Rushton, Saighton, Saughall, Shocklach Oviatt, Shotwick, Shotwick Park, Sproston, Stanthorne, Stockton, Stoke, Stretton, Sutton, Tarporley, Tarvin, Tattenhall, Thornton-le-Moors, Threapwood, Tilston, Tilstone Fearnall, Tiverton, Tushingham cum Grindley, Upton-by-Chester, Utkinton, Waverton, Weaverham, Wervin, Whitegate and Marton, Whitley, Wigland, Willington, Wimbolds Trafford, Wimboldsley, Wincham, Winsford, Woodbank, Wychough.